# Kaloula assamensis
Kaloula assamensis es una especie de anfibio anuro de la familia Microhylidae.

## Distribución geográfica
Esta especie es endémica de la India. Se encuentra en los estados de Arunachal Pradesh, Assam y West Bengal. 
Su presencia es incierta en Bangladés.

## Etimología
El nombre de su especie, compuesto de assam y el sufijo latín -ensis, significa "que vive, que habita", y le fue dado en referencia al lugar de su descubrimiento, el estado de Assam.

## Publicación original
- Das, Sengupta, Ahmed & Dutta, 2005 : A new species of Kaloula (Anura: Microhylidae) from Assam State, north-eastern India. Hamadryad, vol. 29, n.º 1, p. 101-109.[6]